# Nessuno al mondo (romanzo)
Nessuno al mondo (in inglese In the Country of Men) è il romanzo d'esordio dello scrittore libico Hisham Matar pubblicato per la prima volta nel 2006.

## Trama
Il libro segue la difficile situazione di Suleiman, un bambino di nove anni che vive a Tripoli, in Libia, bloccato tra un padre le cui attività clandestine anti-Gheddafi comportano perquisizioni, stalking e intercettazioni telefoniche da parte della polizia, e una vulnerabile giovane madre che ricorre all'alcol per placare la sua ansia e rabbia. Le uniche persone di cui può fidarsi sono il suo vicino Kareem e il migliore amico di suo padre, Moosa. Il libro descrive quindi la Libia sotto il regime terroristico di Gheddafi e la narrazione della vita della gente comune mentre cerca di sopravvivere all'oppressione politica.
Suleiman cresce in una famiglia mediamente agiata per via dei commerci di suo padre Faraj, che lo vedono lontano dalla famiglia per i suoi viaggi all'estero. Suleiman viene dunque allevato principalmente da sua madre Najwa, che da giovane desiderava una sua indipendenza attraverso l'istruzione, desiderio stroncato da un matrimonio forzato. La sua visione cinica del mondo infonde un senso di confusione e uno sguardo stanco verso l'autorità.
Ustath Rashid, un professore universitario, si trasferisce accanto alla famiglia di Suleiman, con cui fa amicizia. Rashid e suo figlio Kareem portano Suleiman in viaggio a Lepits Magna per approfondire la storia della Libia. Due giorni dopo il viaggio, Ustath Rashid viene rapito dai membri del Comitato rivoluzionario di Gheddafi. Una settimana dopo Suleiman vede suo padre seguito dal suo impiegato Nasser nella Piazza dei Martiri e sospetta che sia coinvolto in qualcosa di diverso dal commercio esotico. I suoi sospetti si rivelano veri quando il Comitato rivoluzionario arriva a casa sua e interroga la famiglia. Najwa e Moosa, il migliore amico di Faraj e figlio di un ricco avvocato egiziano, appendono una foto di Gheddafi nel loro soggiorno e bruciano tutti i libri e le lettere di Faraj. Suleiman è rattristato e arrabbiato vedendo il lavoro di suo padre essere distrutto e conserva un libro intitolato Democracy Now, un regalo di Ustath Rashid.
Nella confusione politica, sociale e familiare, lo stato mentale di sua madre si deteriora e la donna diventa sempre più dipendente dal consumo di alcol, ma dopo che lei rivela a Suleiman una storia di abusi familiari, lui immagina sua madre felice e si rende conto che la capacità di immaginare la sua felicità significa che questa è ancora raggiungibile.
Dopo aver stretto alleanza con il loro vicino Abu Jafer, Suleiman e la sua famiglia guardano una trasmissione nazionale che propaganda la forza della rivoluzione di Gheddafi. Per lanciare un messaggio simbolico, il governo impicca Ustath Rashid, dimostrando che nessuno è in grado di opporsi alla rivoluzione. Faraj ritorna dopo l'impiccagione e viene picchiato duramente, e Suleiman ha paura per suo padre. In un momento di ironia, Suleiman si ritrova a desiderare il legame che la famiglia aveva mentre guardava l'impiccagione di Ustath Rashid.
Alla fine Suleiman è costretto a lasciare Tripoli e recarsi al Cairo. Dopo quindici anni in Egitto diventa farmacista. e viene raggiunto da Najwa a seguito della morte di suo padre.

## Personaggi
- Suleiman el Dewani: il narratore di nove anni
- Faraj el Dewani "Baba": Il padre di Suleiman
- Najwa "Mama": La madre di Suleiman
- Moosa : il migliore amico di Baba
- Nasser: impiegato d'ufficio di Baba
- Kareem: vicino di casa e migliore amico di Suleiman
- Ustath Rashid: Padre di Kareem e co-cospiratore di Baba; è già stato arrestato all'inizio del romanzo
- Sharief: un membro del Comitato rivoluzionario che dà la caccia a Faraj el Dewani

## Premi e riconoscimenti
Tradotto in 22 lingue, il romanzo è stato candidato al Man Booker Prize nel 2006 e al Guardian First Book Award. Nel 2007 ha vinto il Premio Ondaatje della Royal Society of Literature, nonché una serie di premi letterari internazionali. Il libro è stato anche candidato al National Book Critics Circle Award nel 2007 negli Stati Uniti d'America e ha vinto l'Arab American Book Award nel medesimo anno.

## Edizioni italiane
- Nessuno al mondo (In the Country of Men, 2006), traduzione di A. Sirotti, Torino, Einaudi, 2008, ISBN 9788806193232